# K.J. McDaniels
Kevin McDaniels jr., detto K.J. (Birmingham, 9 febbraio 1993), è un cestista statunitense.

## Carriera

### NBA (2014-2017)

#### Philadelphia 76ers (2014-2015)
Dopo tre stagioni in NCAA con i Clemson Tigers (di cui l'ultima chiusa con oltre 17 punti e 7 rimbalzi di media) venne scelto alla 32ª chiamata del Draft 2014 dai Philadelphia 76ers. A Phila McDaniels trovò spazio sin da subito, tanto da disputare 52 partite (di cui 15 da titolare) e tenendo di media quasi 10 punti a partita in 25,4 minuti in media di impiego. Tuttavia la sua avventura con la franchigia della Pennsylvania si concluse già la prima stagione durante la trade dead-line.

#### Houston Rockets (2015-2017)
Il 19 febbraio 2015 venne ceduto dai 76ers agli Houston Rockets. Ai Rockets McDaniels non trovò lo stesso spazio che trovò in quel di Philadelphia tanto da giocare, soprattutto nella sua stagione da rookie, più garbage-time che altro.
Alla fine della sua seconda stagione con i Rockets McDaniels estese il proprio contratto con la squadra texana per altri 3 anni (il terzo con opzione per la squadra) con cui guadagnò un totale di 10 milioni.
Nella sua seconda stagione a Houston McDaniels giocò 37 partite, di cui 1 da titolare, ma senza venire impiegato con continuità, tenendo di media oltre che 2,4 punti solo 6,4 minuti di media a partita. Ciononostante nei play-off 2016 (dopo non aver disputato nessuna partita nell'edizione 2015) McDaniels venne impiegato in 4 delle 5 partite della serie disputata al primo turno dai razzi che uscirono a gara-5 con i Golden State Warriors futuri finalisti (oltre che capaci di totalizzare un record di 73 vittorie e 9 sconfitte).

#### Brooklyn Nets e Toronto Raptors (2017)
Il 23 febbraio 2017 venne ceduto (anche questa volta durante la trade dead-line) dagli Houston Rockets ai Brooklyn Nets in cambio di una somma di denaro.
Dopo non aver rinnovato il proprio contratto con i Nets, firmò da free agent con i Toronto Raptors il 18 agosto 2017.
Tuttavia, il 22 ottobre 2017, dopo non aver disputato nessuna partita in stagione (iniziata otto giorni prima) venne tagliato dalla franchigia canadese.

### Grand Rapids Drive (2017-2018)
Il 14 dicembre 2017 si accasò ai Grand Rapids Drive in G-League.

## Statistiche NBA

### Regular season
| Stagione | Squadra            | PG  | PI | MPG  | FG%  | 3P%  | FT%  | RPG | APG | SPG | BPG | PPG |
| -------- | ------------------ | --- | -- | ---- | ---- | ---- | ---- | --- | --- | --- | --- | --- |
| 2014-15  | Philadelphia 76ers | 52  | 15 | 25,4 | 39,9 | 29,3 | 75,6 | 3,8 | 1,3 | 0,8 | 1,3 | 9,2 |
| 2014-15  | Houston Rockets    | 10  | 0  | 3,3  | 33,3 | 0,0  | 50,0 | 0,5 | 0,2 | 0,0 | 0,2 | 1,1 |
| 2015-16  | Houston Rockets    | 37  | 1  | 6,4  | 40,3 | 28,0 | 80,0 | 1,1 | 0,3 | 0,2 | 0,2 | 2,4 |
| 2016-17  | Houston Rockets    | 29  | 0  | 7,3  | 45,6 | 33,3 | 90,0 | 1,0 | 0,1 | 0,2 | 0,3 | 2,8 |
| 2016-17  | Brooklyn Nets      | 20  | 0  | 14,7 | 45,5 | 28,2 | 82,1 | 2,6 | 0,5 | 0,6 | 0,5 | 6,3 |
| Carriera | Carriera           | 148 | 16 | 14,1 | 41,2 | 29,0 | 77,6 | 2,2 | 0,6 | 0,5 | 0,6 | 5,3 |

### Play-off
| Anno | Squadra         | PG | PI | MPG | FG%  | 3P%  | FT% | RPG | APG | SPG | BPG | PPG |
| ---- | --------------- | -- | -- | --- | ---- | ---- | --- | --- | --- | --- | --- | --- |
| 2016 | Houston Rockets | 4  | 0  | 8,5 | 30,8 | 33,3 | 0,0 | 1,8 | 0,3 | 0,0 | 0,8 | 2,3 |